# ハリー・ウィリアムズ
ハリー・ウィリアムズ（Harry Williams、1991年10月1日 - ）は、トップ14セクシオン・パロワーズに所属するラグビーユニオン選手。

## プロフィール
- イングランド・ロンドン出身[1]。
- ポジションはプロップ(PR)。
- 身長 191cm、体重 126kg
- イングランド代表キャップは19（2024年10月現在）。

## 略歴
ロンドン・ワスプス、ノッティンガムRFC、ジャージー・レッズを経て、2015年、エクセター・チーフスに加入。 
その後モンペリエを経て、2024年、ポーに加入。 